# La Piedad (escultura)
La escultura urbana conocida por el nombre La Piedad, ubicada en la plaza de Longoria Carbajal, en la ciudad de Oviedo, Principado de Asturias, España, es una de las más de un centenar que adornan las calles de la mencionada ciudad española.
El paisaje urbano de esta ciudad,  se ve adornado por  obras escultóricas, generalmente monumentos conmemorativos dedicados a personajes de especial relevancia en un primer momento, y más puramente artísticas desde finales del siglo XX.
La escultura, hecha en bronce, es obra de Santiago de Santiago, y está datada en 2009.
Esta escultura se ubicó en esta plaza tras ser reformada en el año 2009, sustituyendo a la primera obra de Santiago de Santiago ubicada en la misma, la conocida como  “Mavi”, que fue reubicada en a la plaza del Concellín, en La Corredoria, por petición de los vecinos de la misma, según declaraciones del Alcalde de Oviedo.
La obra muestra una mujer  desnuda, con una postura intimista, ensimismada, con una fuerte carga de sentimientos, reclinada sobre ella misma y algo arrodillada en el suelo.